# Día de los Pueblos Originarios y del Diálogo Intercultural
El Día de los Pueblos Originarios y del Diálogo Intercultural es una conmemoración anual celebrada cada 12 de octubre en Perú. El día tiene como objetivo reconocer no solo la gran diversidad cultural presente en estos pueblos, sino también la riqueza de sus costumbres, tradiciones, creencias, modos de vida y conocimientos, los cuales son valiosos en el contexto global actual. Esta celebración busca resaltar la importancia de fomentar el diálogo intercultural y apreciar las diferencias étnicas y culturales como elementos clave para el desarrollo sostenible en diferentes áreas. Además, se aspira a promover una ciudadanía que valore sus diferencias y se sienta orgullosa de formar parte de un país con tanta diversidad cultural.
Se celebra desde el 2009 a partir de la promulgación por el Congreso de la República y publicación de la Ley n. 29421 en el diario oficial El Peruano, durante el segundo gobierno de Alan García Pérez.
Anteriormente era celebrado en las escuelas como el Día de la llegada de Cristóbal Colón a América.

## Los pueblos originarios en Perú
Aunque el término "indígena" ha sido utilizado durante siglos, fue a raíz del trabajo de organizaciones internacionales, como la Organización Internacional del Trabajo (OIT) con su Convenio 169, que la categoría de "Pueblo Indígena" ganó mayor relevancia. En este contexto, los pueblos indígenas se definen como aquellos pueblos originarios cuyos antepasados habitaban en territorios que fueron posteriormente conquistados, y que han mantenido sus instituciones culturales y su identidad distintiva.
De acuerdo con lo estipulado en el Convenio 169 de la OIT y la Ley n. 29785, Ley del derecho a la consulta previa de los pueblos indígenas u originarios de 2011, la identificación de los pueblos indígenas u originarios se basa en criterios tanto objetivos como subjetivos:
| Criterios objetivos | Criterios subjetivos |
| --- | --- |
| Continuidad histórica, es decir, permanencia en el territorio nacional desde tiempos previos al establecimiento del Estado.                 | Conciencia del grupo o colectivo de poseer una identidad indígena u originaria, de formar parte de un grupo social y cultural diferenciado del resto de la sociedad |
| Conexión territorial, entendida como la ocupación de una zona del país por parte de los ancestros de las poblaciones indígenas.             | |
| Instituciones políticas, económicas, sociales y culturales distintivas conservadas total o parcialmente por los grupos humanos en cuestión. | |

## En otros países
En otros países de Latinoamérica, la conmemoración toma diferentes nombres:
- Día de la Descolonización (Bolivia)
- Día de la Resistencia Indígena (Venezuela y Nicaragua)
- Día del Respeto a la Diversidad Cultural (Argentina)
- Día del Encuentro entre dos Culturas (República Dominicana)
- Día de la Interculturalidad y la Plurinacionalidad (Ecuador)

En España, ese día se celebra desde 1892 la Fiesta Nacional de España, conocida también como el Día de la Hispanidad, que conmemora el Descubrimiento de América.